# Heidi (film, 2005)
Heidi je rodinný film z roku 2005 natočenný podle slavného románu Heidi, děvčátko z hor švýcarské spisovatelky Johanny Spyriové z roku 1880.